# Proceratosaurus
Proceratosaurus là một chi khủng long, được von Huene mô tả khoa học năm 1926.